# Orsotriaena gamaliba
Orsotriaena gamaliba är en fjärilsart som beskrevs av Butler 1867. Orsotriaena gamaliba ingår i släktet Orsotriaena och familjen praktfjärilar. Inga underarter finns listade i Catalogue of Life.